# 桂陽インターチェンジ
桂陽インターチェンジ（ケヤンインターチェンジ）は大韓民国仁川広域市桂陽区にある首都圏第一循環高速道路のインターチェンジである。

## 歴史
- 1999年11月26日 - 「朴村（パクチョン）インターチェンジ」として開設[1]
- 2003年10月29日 - 「桂陽インターチェンジ」に改称[2]

## 隣
首都圏第一循環高速道路
(21) 老梧地JCT - (22) 桂陽IC - (23) 瑞雲JCT